# Resolutie 1403 Veiligheidsraad Verenigde Naties
Resolutie 1403 van de Veiligheidsraad van de Verenigde Naties werd op 4 april 2002 unaniem aangenomen. De resolutie riep Israël en de Palestijnen opnieuw op de wapens neer te leggen.

## Achtergrond
Tussen 1987 en 1993 zorgde een spiraal van geweld ervoor dat honderden Palestijnen en Israëli's omkwamen. Toen dat laatste jaar de Oslo-akkoorden werden getekend, was er weer hoop op een verbetering van de toestand. Er gebeurde echter nauwelijks iets. De bezetting bleef voortduren en de economische situatie verslechterde nog. Een bezoek van Ariel Sharon aan de Tempelberg op 28 september 2000 werd gezien als een provocatie en leidde tot zware rellen. Wat volgde was de Tweede Intifada, waarbij opnieuw vele duizenden omkwamen.

## Inhoud
De Veiligheidsraad:
- Bevestigt de resoluties 1397 en 1402.
- Is erg bezorgd om de verdere verslechtering van de situatie en het feit dat resolutie 1402 nog niet is uitgevoerd.

1. Eist de onverwijlde uitvoering van resolutie 1402. (staakt-het-vuren en de terugtrekking van Israël)
2. Verwelkomt de missie van de Amerikaanse minister van Buitenlandse Zaken Colin Powell naar de regio en de inspanningen van gezanten van de Verenigde Staten, Rusland, de Europese Unie en de Speciale Coördinator van de Verenigde Naties om duurzame vrede tot stand te brengen in het Midden-Oosten.
3. Vraagt secretaris-generaal Kofi Annan de situatie op de voet te volgen en de Raad op de hoogte te houden.
4. Besluit op de hoogte te blijven.

Lijst ·  1387 ·  1388 ·  1389 ·  1390 ·  1391 ·  1392 ·  1393 ·  1394 ·  1395 ·  1396 ·  1397 ·  1398 ·  1399 ·  1400 ·  1401 ·  1402 ·  1403 ·  1404 ·  1405 ·  1406 ·  1407 ·  1408 ·  1409 ·  1410 ·  1411 ·  1412 ·  1413 ·  1414 ·  1415 ·  1416 ·  1417 ·  1418 ·  1419 ·  1420 ·  1421 ·  1422 ·  1423 ·  1424 ·  1425 ·  1426 ·  1427 ·  1428 ·  1429 ·  1430 ·  1431 ·  1432 ·  1433 ·  1434 ·  1435 ·  1436 ·  1437 ·  1438 ·  1439 ·  1440 ·  1441 ·  1442 ·  1443 ·  1444 ·  1445 ·  1446 ·  1447 ·  1448 ·  1449 ·  1450 ·  1451 ·  1452 ·  1453 ·  1454